# Campeonato Mundial de Natação em Piscina Curta de 2022 - 200 m costas masculino
A prova dos 200 metros nado costas masculino do Campeonato Mundial de Natação em Piscina Curta de 2022 foi disputada no dia 18 de dezembro de 2022, no Melbourne Sports and Aquatics Centre, em Melbourne, na Austrália.

## Recordes
Antes desta competição, os recordes mundiais e do campeonato nesta prova eram os seguintes:
|                       | Nome         | Nacionalidade  | Tempo   | Local  | Data                   |
| --------------------- | ------------ | -------------- | ------- | ------ | ---------------------- |
| Recorde mundial       | Mitch Larkin | Austrália      | 1:45.63 | Sydney | 27 de novembro de 2015 |
| Recorde do campeonato | Ryan Lochte  | Estados Unidos | 1:46.68 | Dubai  | 19 de dezembro de 2010 |

## Medalhistas
| Ouro              | Prata              | Bronze             |
| Ryan Murphy (USA) | Shaine Casas (USA) | Lorenzo Mora (ITA) |

## Cronograma
Todos os horários são locais (UTC+11). 
| Data           | Hora  | Evento        |
| -------------- | ----- | ------------- |
| 18 de dezembro | 12:03 | Eliminatórias |
| 18 de dezembro | 20:22 | Final         |

## Resultados

### Eliminatórias
As eliminatórias ocorreram no dia 18 de dezembro com início às 12:03.
| Colocação | Bateria | Raia | Nadador                     | Nacionalidade  | Tempo   | Notas            |
| --------- | ------- | ---- | --------------------------- | -------------- | ------- | ---------------- |
| 1         | 3       | 4    | Shaine Casas                | Estados Unidos | 1:49.46 | Q                |
| 2         | 4       | 3    | Mewen Tomac                 | França         | 1:49.61 | Q                |
| 3         | 4       | 4    | Ryan Murphy                 | Estados Unidos | 1:49.71 | Q                |
| 4         | 4       | 5    | Lorenzo Mora                | Itália         | 1:49.79 | Q                |
| 5         | 4       | 6    | Yohann Ndoye-Brouard        | França         | 1:50.12 | Q                |
| 6         | 3       | 3    | Luke Greenbank              | Reino Unido    | 1:50.34 | Q                |
| 7         | 2       | 5    | Ryota Naito                 | Japão          | 1:50.78 | Q                |
| 8         | 2       | 4    | Radosław Kawęcki            | Polónia        | 1:50.97 | Q                |
| 9         | 2       | 6    | Bradley Woodward            | Austrália      | 1:51.46 |                  |
| 10        | 2       | 2    | Pieter Coetze               | África do Sul  | 1:51.51 |                  |
| 11        | 3       | 2    | Ty Hartwell                 | Austrália      | 1:51.95 |                  |
| 12        | 2       | 3    | Hugo González               | Espanha        | 1:52.02 |                  |
| 13        | 4       | 7    | Yakov Toumarkin             | Israel         | 1:53.03 |                  |
| 14        | 3       | 1    | Kane Follows                | Nova Zelândia  | 1:53.11 |                  |
| 15        | 2       | 7    | Tao Guannan                 | China          | 1:53.14 |                  |
| 16        | 3       | 8    | João Costa                  | Portugal       | 1:53.54 |                  |
| 17        | 3       | 7    | Kacper Stokowski            | Polónia        | 1:53.88 |                  |
| 18        | 2       | 1    | Hayden Kwan                 | Hong Kong      | 1:53.95 | Recorde nacional |
| 19        | 4       | 1    | Yeziel Morales              | Porto Rico     | 1:53.99 |                  |
| 20        | 4       | 2    | Armin Evert Lelle           | Estónia        | 1:54.16 |                  |
| 21        | 4       | 8    | Kaloyan Levterov            | Bulgária       | 1:55.98 |                  |
| 22        | 1       | 6    | Merdan Ataýew               | Turquemenistão | 1:59.49 | Recorde nacional |
| 23        | 1       | 4    | Abdellah Ardjoune           | Argélia        | 1:59.78 |                  |
| 24        | 2       | 8    | Ratthawit Thammananthachote | Tailândia      | 2:00.85 |                  |
| 25        | 3       | 5    | Javier Acevedo              | Canadá         | DSQ     | DSQ              |
| 25        | 1       | 2    | Bede Aitu                   | Ilhas Cook     | DNS     | DNS              |
| 25        | 1       | 3    | Chuang Mu-lun               | Taipé Chinesa  | DNS     | DNS              |
| 25        | 1       | 5    | Ziyad Saleem                | Sudão          | DNS     | DNS              |
| 25        | 3       | 6    | Daiki Yanagawa              | Japão          | DNS     | DNS              |

### Final
A final foi realizada no dia 18 de dezembro com início às 20:22.
| Colocação         | Raia | Nadador              | Nacionalidade  | Tempo   | Notas            |
| ----------------- | ---- | -------------------- | -------------- | ------- | ---------------- |
| Medalha de ouro   | 3    | Ryan Murphy          | Estados Unidos | 1:47.41 |                  |
| Medalha de prata  | 4    | Shaine Casas         | Estados Unidos | 1:48.01 |                  |
| Medalha de bronze | 6    | Lorenzo Mora         | Itália         | 1:48.45 | Recorde nacional |
| 4                 | 2    | Yohann Ndoye-Brouard | França         | 1:49.23 | Recorde nacional |
| 5                 | 7    | Luke Greenbank       | Grã-Bretanha   | 1:49.79 |                  |
| 6                 | 5    | Mewen Tomac          | França         | 1:49.93 |                  |
| 7                 | 8    | Radosław Kawęcki     | Polónia        | 1:50.33 |                  |
| 8                 | 1    | Ryota Naito          | Japão          | 1:51.67 |                  |

Legenda
| Recorde mundial       | Recorde mundial (World record)               |                       | Recorde africano                      | Recorde africano (African) |                                           | Q | Classificado por posição (Qualified) |
| Recorde do campeonato | Recorde do campeonato (Championship record)  | Recorde da América    | Recorde da América (Americas)         | q                          | Classificado por melhor tempo (Qualified) |   |                                      |
| Melhor marca do ano   | Melhor marca do ano (World leading)          | Recorde asiático      | Recorde asiático (Asian)              | DNS                        | Não largou (Did not start)                |   |                                      |
| Recorde nacional      | Recorde nacional (National record)           | Recorde europeu       | Recorde europeu (European)            | DNF                        | Não terminou (Did not finish)             |   |                                      |
| Recorde pessoal       | Recorde pessoal do atleta (Personal best)    | Recorde da Oceania    | Recorde da Oceania (Oceania)          | DSQ / DQ                   | Desclassificado (Disqualified)            |   |                                      |
| Recorde da temporada  | Recorde da temporada do atleta (Season best) | Recorde sul-americano | Recorde sul-americano (South America) | NM                         | Sem marca (No mark)                       |   |                                      |